# Фудбалска репрезентација Југославије до 20 година
Фудбалска репрезентација Југославије до 20 година представљала је Социјалистичку Федеративну Републику Југославију на међународној фудбалској сцени. Учествовала је на Светском првенству за младе од средине седамдесетих до распада државе деведесетих година 20. века.  

## Статистика
Светско првенство до 20 година
| Година |                       | Рунда | П | Н | И | Постигнуто голова | Примљено голова |
| ------ | --------------------- | ----- | - | - | - | ----------------- | --------------- |
| 1977.  | Није се квалификовала | -     | - | - | - | -                 | -               |
| 1979.  | Прва рунда            | 3     | 1 | 0 | 2 | 5                 | 3               |
| 1981.  | Није се квалификовала | -     | - | - | - | -                 | -               |
| 1983.  | Није се квалификовала | -     | - | - | - | -                 | -               |
| 1985.  | Није се квалификовала | -     | - | - | - | -                 | -               |
| 1987.  | Шампион               | 6     | 5 | 1 | 0 | 17                | 6               |
| 1989.  | Није се квалификовала | -     | - | - | - | -                 | -               |
| 1991.  | Није се квалификовала | -     | - | - | - | -                 | -               |
| 1993.  | Није се квалификовала | -     | - | - | - | -                 | -               |
| Укупно | 2/9                   | 9     | 6 | 1 | 2 | 22                | 9               |

## Играчи
Следећи играчи су били учесници јуниорског тима Југославије на Светском првенствима до 20 година.
| Играч             | Позиција       | Светско првенство за младе | Светско првенство                     | Реф.        |
| ----------------- | -------------- | -------------------------- | ------------------------------------- | ----------- |
| Томислав Ивковић  | голман         | 1979.                      | 1990. (ЈУГ)                           | [ 1 ]       |
| Иван Пудар        | голман         | 1979.                      | 1982. (ЈУГ)                           | [ 2 ]       |
| Звонко Живковић   | нападач        | 1979.                      | 1982. (ЈУГ)                           | [ 3 ] [ 4 ] |
| Иван Гудељ        | нападач        | 1979.                      | 1982. (ЈУГ)                           | [ 5 ]       |
| Драгоје Лековић   | голман         | 1987.                      | 1990. (ЈУГ), 1998. (СРЈ)              | [ 6 ] [ 7 ] |
| Бранко Брновић    | одбрана        | 1987.                      | 1998. (СРЈ)                           | [ 8 ]       |
| Роберт Јарни      | одбрана        | 1987.                      | 1990. (ЈУГ), 1998. (ХРВ), 2002. (ХРВ) | [ 9 ]       |
| Игор Штимац       | одбрана        | 1987.                      | 1998. (ХРВ)                           | [ 10 ]      |
| Звонимир Бобан    | средина терена | 1987.                      | 1998. (ХРВ)                           | [ 11 ]      |
| Роберт Просинечки | средина терена | 1987.                      | 1990. (ЈУГ), 1998. (ХРВ), 2002 .(ХРВ) | [ 12 ]      |
| Предраг Мијатовић | нападач        | 1987.                      | 1998. (СРЈ)                           | [ 13 ]      |
| Давор Шукер       | нападач        | 1987.                      | 1990. (ЈУГ), 1998. (ХРВ), 2002. (ХРВ) | [ 14 ]      |

- ЈУГ - СФР Југославија
- ХРВ - Хрватска
- СРЈ - СР Југославија

### Стрелци
| Ранг | Играч                | Голови | Турнир | Реф.   |
| ---- | -------------------- | ------ | ------ | ------ |
| 1    | Давор Шукер          | 6      | 1987.  | [ 14 ] |
| 2    | Звонимир Бобан       | 3      | 1987.  | [ 15 ] |
| 2    | Предраг Мијатовић    | 3      | 1987.  | [ 13 ] |
| 4    | Недељко Милосављевић | 2      | 1979.  | [ 16 ] |
| 4    | Харис Смајић         | 2      | 1979.  | [ 17 ] |
| 4    | Игор Штимац          | 2      | 1987.  | [ 10 ] |
| 7    | Бранко Брновић       | 1      | 1987.  | [ 18 ] |
| 7    | Марко Млинарић       | 1      | 1979.  | [ 19 ] |
| 7    | Роберт Просинечки    | 1      | 1987.  | [ 12 ] |
| 7    | Ранко Зиројевић      | 1      | 1987.  | [ 20 ] |